# Avraham Menchel
Avraham Menchel (en hebreo: אברהם מנצ'ל‎; mandato británico de Palestina; 12 de diciembre de 1935-24 de noviembre de 2023) fue un futbolista y entrenador de fútbol israelí que jugaba en la posición de centrocampista. Durante el Holocausto, su familia fue deportada de la ciudad a Mogilev y de allí al gueto de Djurin. En 1950 emigró a Israel con su familia, que se instaló en Mabara, cerca de Haifa.[1]

## Carrera

### Club
Menchel jugó en el Maccabi Haifa como centrocampista derecho y es considerado uno de los jugadores más destacados de todos los tiempos. Jugó en sus filas durante toda su carrera como jugador, de 1952 a 1965, participó en 225 partidos de liga y marcó 64 goles. Menchel ganó con el Maccabi Haifa el primer título de su historia, la Copa Estatal de Fútbol en 1962, tras una victoria por 5-2 sobre el Maccabi Tel Aviv en el partido final, en el que marcó un doblete.
En los años 1959-1963, Menchel jugó 30 veces en la selección de Israel y marcó siete goles en los medios. En 1960, con el uniforme del equipo, obtuvo el segundo puesto en la Copa Asiática de fútbol e incluso anotó en la victoria por 5-1 sobre Vietnam del Sur en la final. Fue apodado La Bailarina  debido a sus altas habilidades técnicas y es considerado el primer israelí al que se le colocó una guardia personal durante 90 minutos.[3]
Menchel se desempeñó como entrenador del Maccabi Haifa de 1965 a 1969, después de lo cual pasó a entrenar al Hapoel Beer Sheva, Hapoel Jerusalem y Hapoel Acre. Posteriormente volvió a entrenar al Maccabi Haifa durante dos años más, al final de los cuales el Maccabi Haifa descendió a la segunda liga.
En la primera guerra del Líbano, Manchel sirvió como oficial de enlace (con el rango de mayor general ) de un batallón de reserva de Utzbat Hiram , que operaba en el sector oriental .
Después de retirarse del entrenamiento, Menchel dirigió una agencia de seguros en Haifa.

### Selección nacional
Jugó para Israel de 1959 a 1963 con la que anotó siete goles en 30 partidos y fue finalista de la Copa Asiática 1960.

### Entrenador
Dirigió en dos periodos al Maccabi Haifa FC, el primero de 1965 a 1969 y el segundo de 1972 a 1974.

## Muerte
Menchel falleció el 24 de noviembre de 2023 , a la edad de 87 años.

## Logros
- Copa de Israel: 1

1961/62
- Supercopa de Israel: 1

1962

## Estadísticas

### Goles con la selección nacional
| 1.      | 12-12-1959 | Maharaja College Stadium, Cochín, India | Irán            | 1–1 | 1960 AFC Cup qual.         |
| 2.      | 17-12-1959 | Maharaja College Stadium, Cochín, India | Pakistán        | 2–2 | 1960 AFC Cup qual.         |
| 3.      | 6-3-1960   | Ramat Gan Stadium, Ramat Gan, Israel    | Grecia          | 2–1 | 1960 Summer Olympics qual. |
| 4.      | 22-5-1960  | Ramat Gan Stadium, Ramat Gan, Israel    | Inglaterra U23  | 4–0 | Amistoso                   |
| 5.      | 19-10-1960 | Hyochang Stadium, Seoul, Corea del Sur  | Vietnam del Sur | 5–1 | 1960 AFC Asian Cup         |
| 6.      | 3-10-1962  | Ramat Gan Stadium, Ramat Gan, Israel    | Etiopía         | 3–0 | Amistoso                   |
| 7.      | 17-10-1962 | Ramat Gan Stadium, Ramat Gan, Israel    | Austria         | 1–1 | Amistoso                   |
| Fuente: |            |                                         |                 |     |                            |